# Dwingeloo 1
Dwingeloo 1 est une galaxie spirale barrée située à environ 9 millions d'années-lumière de la Terre, dans la constellation de Cassiopée. Dwingeloo 1 et 2 sont membres du groupe IC 342/Maffei. À l'instar de leurs compagnons, elles sont situées à très basse latitude galactique dans la zone d'évitement fortement obscurcie par les poussières de la Voie lactée, ce qui rend son observation directe difficile et explique la date relativement tardive de sa découverte.

## Découverte
Les galaxies Dwingeloo furent découvertes en 1994 par le Dwingeloo Obscured Galaxy Survey (DOGS), un programme d'observation mené au radiotélescope de Dwingeloo (Pays-Bas) en l'honneur duquel elles sont nommées.
Elles furent détectées pour la première fois en radioastronomie par l'émission de la raie à 21 centimètres de l'hydrogène atomique neutre dans le cadre d'un balayage en aveugle du plan nord de la Voie lactée.